# Landschapsarcheologie
De landschapsarcheologie is in Nederland een relatief nieuwe wetenschappelijke discipline, hoewel ze aansluit op een lange traditie van landschapsgeoriënteerd archeologisch onderzoek. Dit speelt zich af binnen en tussen de vakgebieden historische geografie, historische bouwkunde, archeologie, fysische geografie en landschapsecologie. 
Vooral vroegere landschappen zijn het onderwerp van landschapsarcheologisch onderzoek. De landschappelijke verschillen tussen hoog en laag Nederland hebben effect op de stand van de kennis. In de Erfgoedbalans 2009, uitgegeven door de RCE is een overzicht gegeven van de stand van de kennis, en de aanvullende onderzoeksvragen.